# Allophylus megaphyllus
Allophylus megaphyllus är en kinesträdsväxtart som beskrevs av Hutchinson & Dalziel. Allophylus megaphyllus ingår i släktet Allophylus och familjen kinesträdsväxter. Inga underarter finns listade i Catalogue of Life.